# Ошский троллейбус
Ошский троллейбус (кирг. Ош троллейбусу) — троллейбусная система в городе Ош (Кыргызстан). Открыта 1 ноября 1977 года. Единственная действующая троллейбусная сеть в Кыргызстане.

## Маршруты
| № маршрута | Конечные пункты                                        | Текущее состояние                                                                                | Выпуск ПС (машин) |
| ---------- | ------------------------------------------------------ | ------------------------------------------------------------------------------------------------ | ----------------- |
| 1          | Студгородок (Юго-Восток) — Манас Ата (ХБК)             | Действует                                                                                        | 14                |
| 2          | Студгородок (Юго-Восток) — Автовокзал (оборот по ОМТП) | Возобновил работу с сентября 2015 года, но уже в ноябре того же года был приостановлен Действует | 8                 |
| 3          | Студгородок (Юго-Восток) — мкрн. Западный (Кулатов)    | В стадии строительства                                                                           |                   |

Первоначально троллейбусный маршрут номер 1 курсировал от остановки общественного транспорта «ХБК» до «Гренажный завод (школа-интернат им. У. Салиевой)» и обратно. Впоследствии маршрут был продлёндо Студенческого городка (конечная остановка «ОшТУ»).
- Схема маршрутов Архивная копия от 4 марта 2016 на Wayback Machine
- Ошский троллейбус на странице маршрутов троллейбусных систем Киргизии Архивная копия от 16 июня 2010 на Wayback Machine

## Подвижной состав
Действующий подвижной состав:
- ЗиУ-682Г-018 [Г0Р] — 3 штуки — с 2001 года;
- ЗиУ-682Г-016.05 — 38 штук — 2012 года;
- ВМЗ-5298.01 «Авангард» — 26 штук — с 2024 года;
- АКСМ-321 — 6 штук — с 2024 года;
- АКСМ-32102 — 5 штук — с 2024 года;
- ТролЗа-5264.05 «Слобода» — 1 штука — с 2013 года;
- ТролЗа-5275.03 «Оптима» — 23 штуки — с 2017 года. Троллейбусы этой модели поступили в Ош в 2017 году. Это самое крупное обновление троллейбусного парка с 1991 года[3]

Исторический подвижной состав:
- ЗиУ-682В —1977—2010;
- ЗиУ-682В [В00] — 1985—2019;
- ЗиУ-682В-012 [В0А] — 1989—2015;
- ЗиУ-682В-013 [В0В] — 1989—2015;
- ЗиУ-682Г [Г00] — 1991—2019;
- ЗиУ-682Г-016 (018) образца 2009 года выпуска — 2011—2024;

## Перспективы
Начато строительство новой троллейбусной линии по улицам Г. Айтиева, Б. Осмонова и Мамырова до жилмассива "Ак-Тилек" через мкрн «Западный (Кулатов)». Сроки строительства — с мая 2025 года по сентябрь 2025 года. По линии будет запущен троллейбусный маршрут № 3 «Ак-Тилек — ОшТУ». Также в связи с закрытием троллейбусного движения в Бишкеке, планируется передача 100 троллейбусов в Ош, из них уже было передано 74 троллейбуса.